# Bazoline Estelle Usher

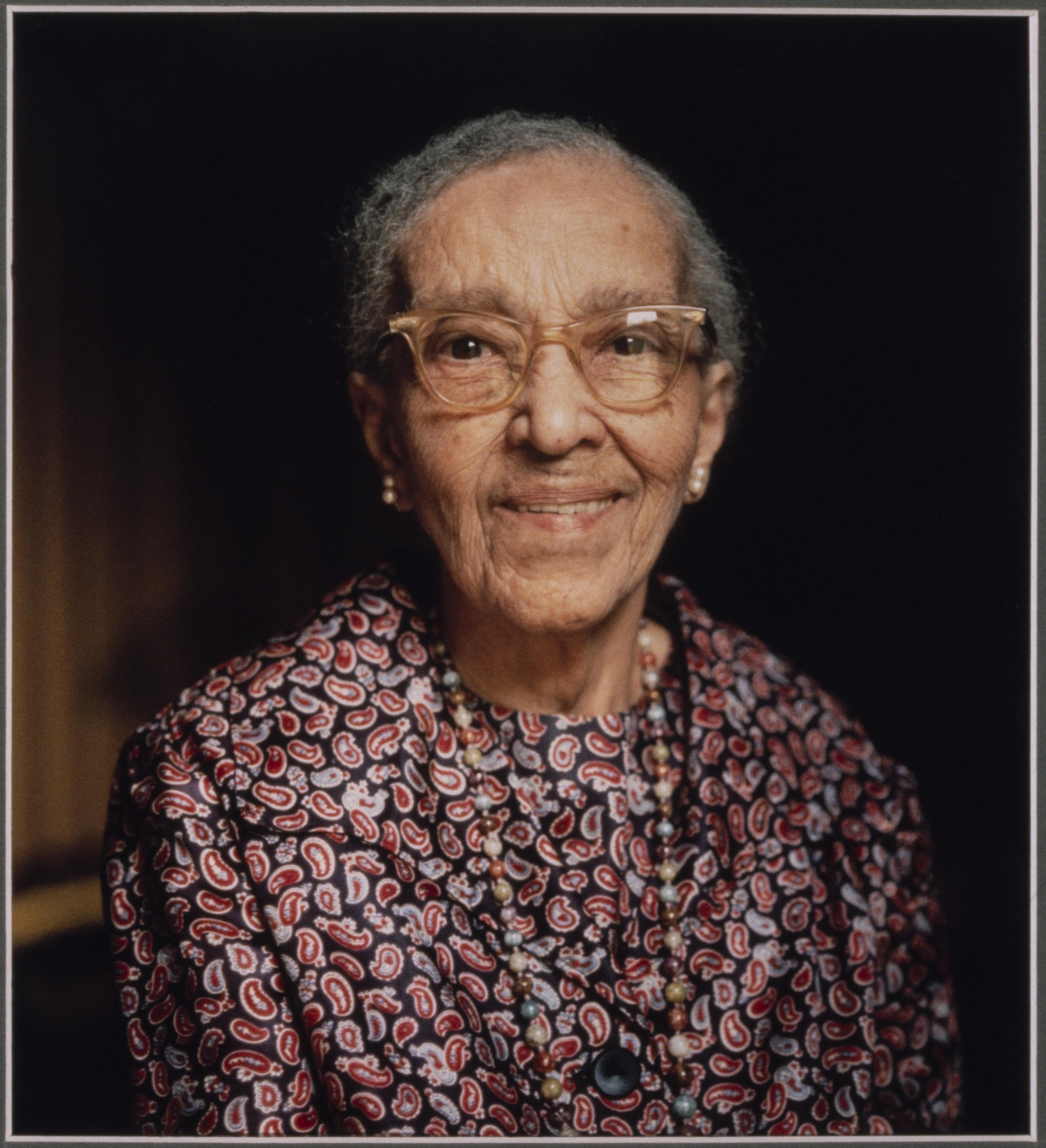
Datei: Bazoline Usher

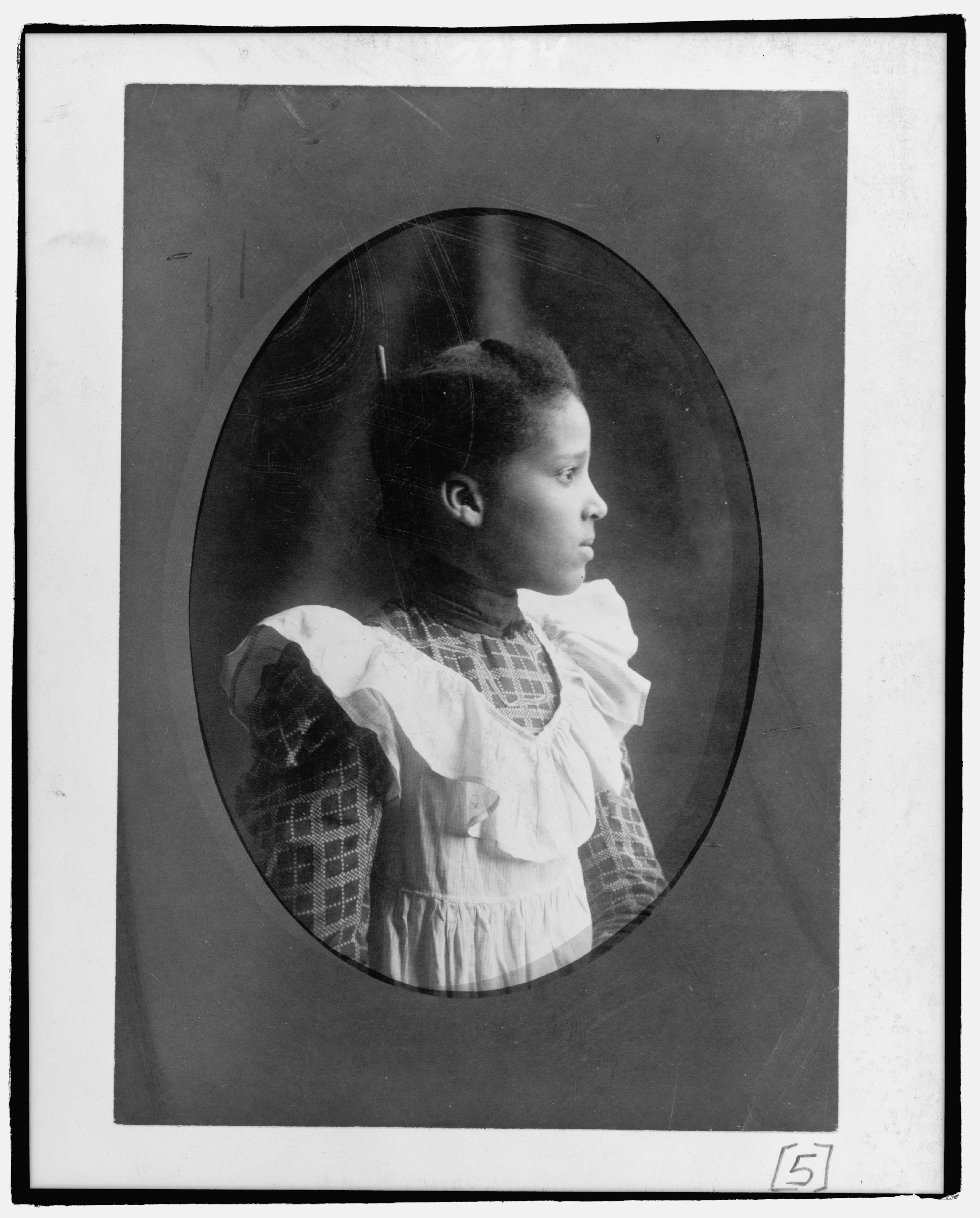
Fotografie Bazoline Estelle Usher von WEB Du Bois, um 1900

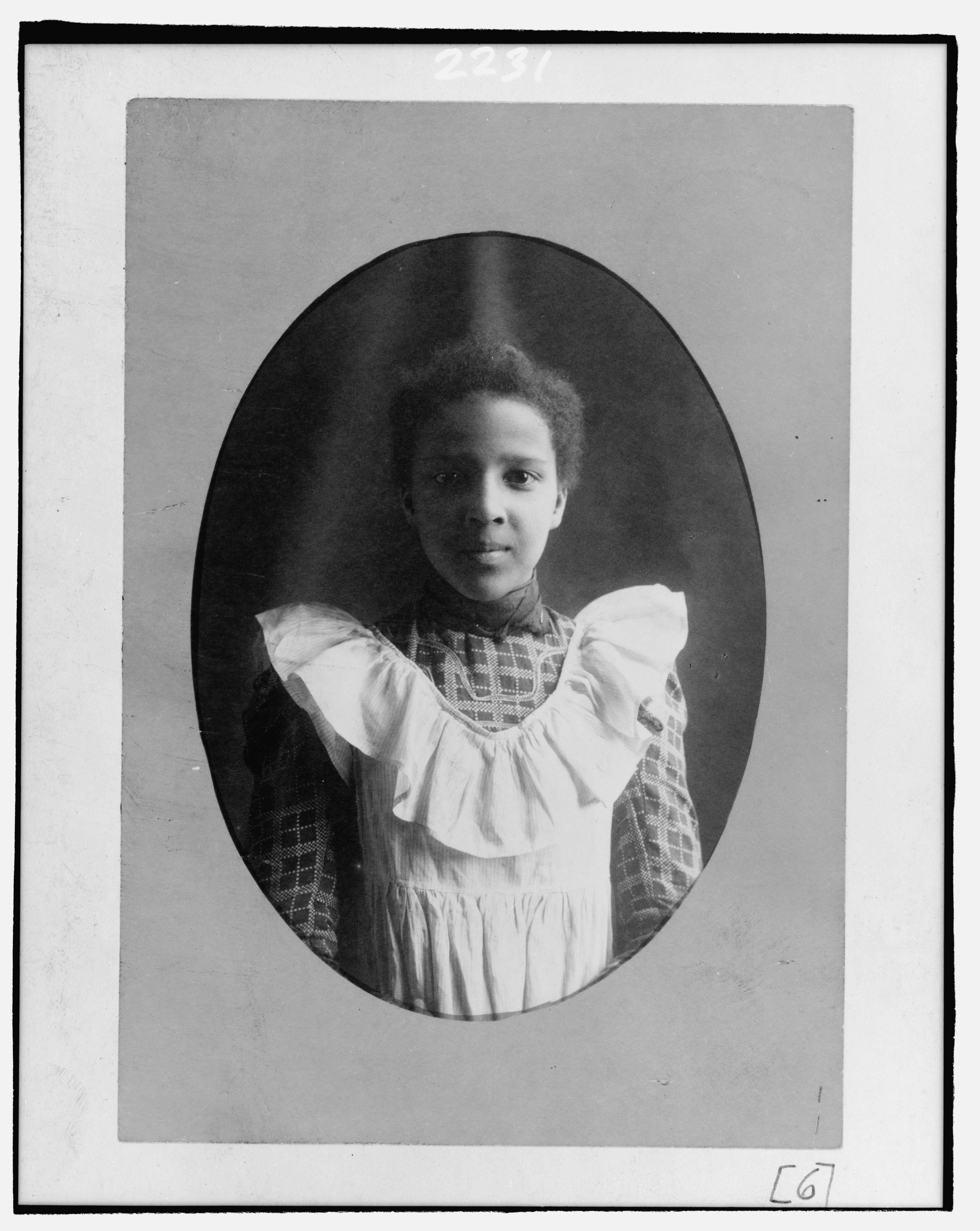
Porträt Bazoline Usher von WEB Du Bois, um 1900

Bazoline Estelle Usher (* 26. Dezember 1885 in Walnut Grove, Georgia; † 8. Februar 1992 in Atlanta, Georgia) war eine US-amerikanische Lehrerin und Schulleiterin. Sie gründete 1943 in Atlanta die erste Pfadfindertruppe für afroamerikanische Mädchen.

## Leben und Werk
Usher war das älteste von vier Kindern von Lavada Florence Usher und Joe Samuel Usher. Bereits im Alter von vier Jahren ging sie in die Schule der örtlichen Baptistenkirche in Walnut Grove und von 1892 bis 1894 besuchte sie eine Schule in Oxford (Georgia). 1894 zog dann ihre Familie nach Covington (Georgia), wo sie eine Privatschule besuchte und sie wegen ihrer guten Noten für den Vorbereitungskurs der High School an der Universität in Atlanta empfohlen wurde. 1901 zog sie mit ihrer Familie nach Atlanta und besuchte von 1899 bis 1906 die Atlanta University. Usher war die einzige Frau in ihrer Klasse an der Atlanta University und arbeitete samstags im Haushalt ihres Lehrers W. E. B. Du Bois . Als dieser ein Fotoprojekt für The Exhibit of American Negroes auf der Weltausstellung Paris 1900 vorbereitete, war sie eines seiner studentischen Fotomodelle. Sie erhielt an der University of Atlanta ihren Bachelor-Abschluss  und an der University of Chicago erwarb sie ihren  Master-Abschluss.

## Lehrtätigkeit
Von 1906 bis 1911 unterrichtete sie Naturwissenschaften an der High School der American Missionary Association in Virginia. 1915 erhielt sie eine Lehrerstelle im Atlanta School System und 1917 wurde sie Schulleiterin an der Wesley Avenue School in Atlanta, wo sie fünf Jahre tätig war. Danach wurde sie als stellvertretende Schulleiterin an die Booker T. Washington School versetzt. 1929 wechselte sie zur David T. Howard High School, wo sie 14 Jahre lang als Schulleiterin der ersten schwarzen Schule in Atlanta mit einer rein afroamerikanischen Fakultät tätig war. 1944 wurde sie Direktorin und Leiterin der Negro Schools für das Atlanta Schulsystem und sie war die erste Afroamerikanerin, die ein Büro in der Atlanta City Hall hatte. Sie war dort bis zu ihrer Pensionierung 1954 tätig. Anschließend lehrte sie bis 1957 am Spelman College. Während der Sommerferien lehrte sie an der Atlanta University, dem Agricultural and Technical College in North Carolina und der Fort Valley State University.
1943 gründete sie die Truppen Girl Scout für afroamerikanische Mädchen in Atlanta und 1952 wurde sie in den Vorstand der Organisation Atlanta Girl Scout gewählt.
Usher heiratete nicht, wie es damals von Lehrerinnen erwartet wurde. Sie adoptierte jedoch 1933 ihre Nichte Lavada Usher Johnson Smith.

## Ehrungen
- 1946: Bronze Woman of the Year der Schwesternschaft Iota Phi Lambda
- 1950: Ehrenmitgliedschaft in der Schwesternschaft des Phi Delta Kappa National Teacher
- 1953: scroll of honor von der Georgia Teachers and Education Association und dem Fort Valley State College
- 1966: Ehrung durch die Atlanta University zum 60. Jahrestag ihres Abschlusses
- 1988: Umbenennung der Harwell Road Elementary School in Atlanta z in Bazoline E. Usher Middle School
- 1989: Ehrung von der Atlanta Girl Scout Council
- 2014: Aufnahme in die Georgia Women of Achievement Hall of Fame